# Königlich Bayerisches 1. Feldartillerie-Regiment „Prinzregent Luitpold“

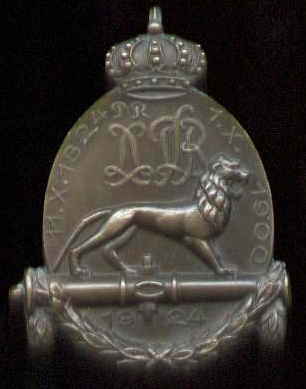
Erinnerungsabzeichen zum 100-jährigen Gründungsjubiläum des 1. Feldartillerie-Regiments und zum 24-jährigen Gründungsjubiläum des 7. Feldartillerie-Regiments, 1924

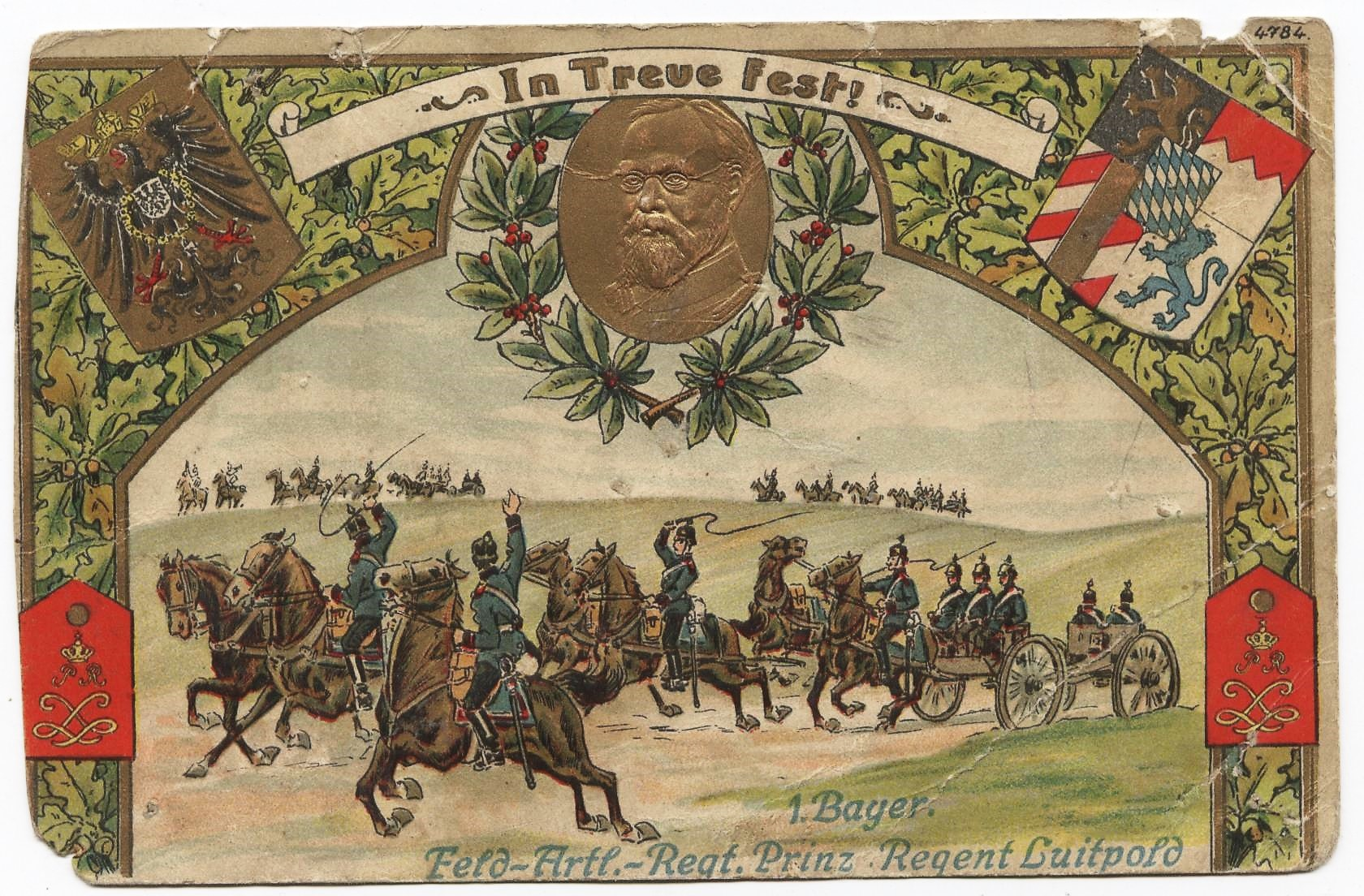
Grußpostkarte vom 1. Feldartillerie-Regiment „Prinzregent Luitpold“, 1914. Deutlich zu sehen, die Schulterklappen mit dem Regimentschiffre: Zwei gegeneinander gestellte, verschlungene „L“.

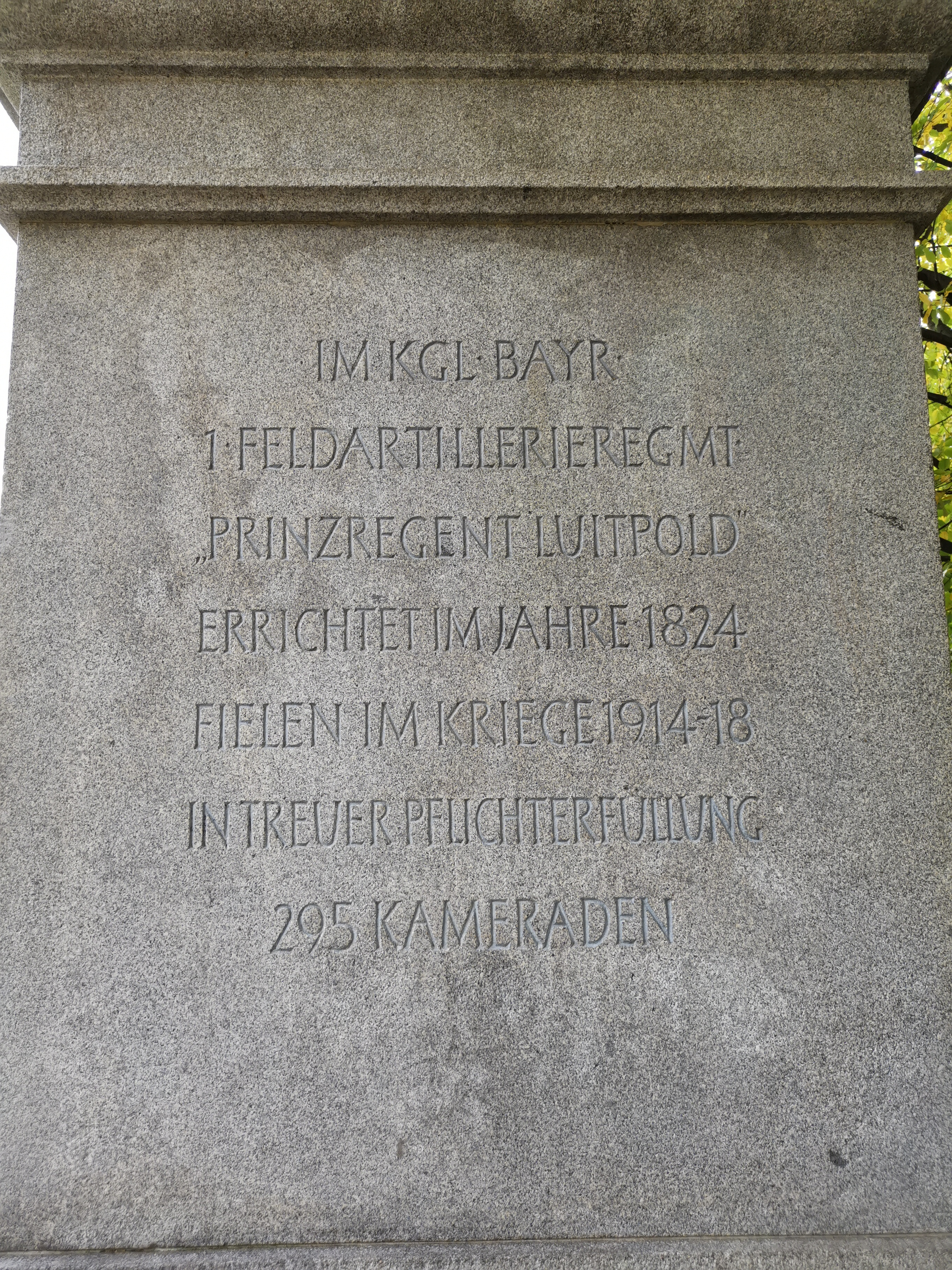
Denkmal mit Verlusten im Ersten Weltkrieg (Ehemalige Max II Kaserne)

Das 1. Feldartillerie-Regiment „Prinzregent Luitpold“ war ein Artillerieverband der Bayerischen Armee.

## Geschichte
Das Regiment wurde am 11. Oktober 1824 errichtet und war Teil der 1. Division. Erster Regimentsinhaber war seit 1. November 1839 Prinz Luitpold von Bayern, der spätere Prinzregent. Dessen Namen führte das Regiment als Zusatz. Am 23. Juni 1916 ging die Inhaberschaft auf Rupprecht von Bayern über.
Zusammen mit dem 7. Feldartillerie-Regiment bildete es ab Oktober 1900 die 1. Feldartillerie-Brigade. Friedensstandort beider Regimenter war München.

### Erster Weltkrieg
Zu Beginn des Ersten Weltkriegs war das Regiment als Teil der Divisionsartillerie der 1. Infanterie-Division bei der 6. Armee im Westen eingesetzt. Weitere Stationen des Regiments im Verlauf des Krieges sind mit denen der Division identisch.

### Verbleib
Nach Kriegsende marschierte das Regiment nach München zurück, wurde dort ab 22. Dezember 1918 demobilisiert und schließlich aufgelöst. Aus Teilen bildete sich die Volkswehr-Batterie von Hallberg. Diese wurde mit Bildung der Vorläufigen Reichswehr zur 5. Batterie des leichten Reichswehr-Artillerie-Regiments 21.
Die Tradition übernahm in der Reichswehr durch Erlass des Chefs der Heeresleitung General der Infanterie Hans von Seeckt vom 24. August 1921 die 6. Batterie des 7. (Bayerisches) Artillerie-Regiments in Würzburg. In der Wehrmacht führte das Artillerieregiment 7 die Tradition fort.

## Kommandeure
Bis 1872 führten die Kommandeure die Bezeichnung Oberstkommandant.

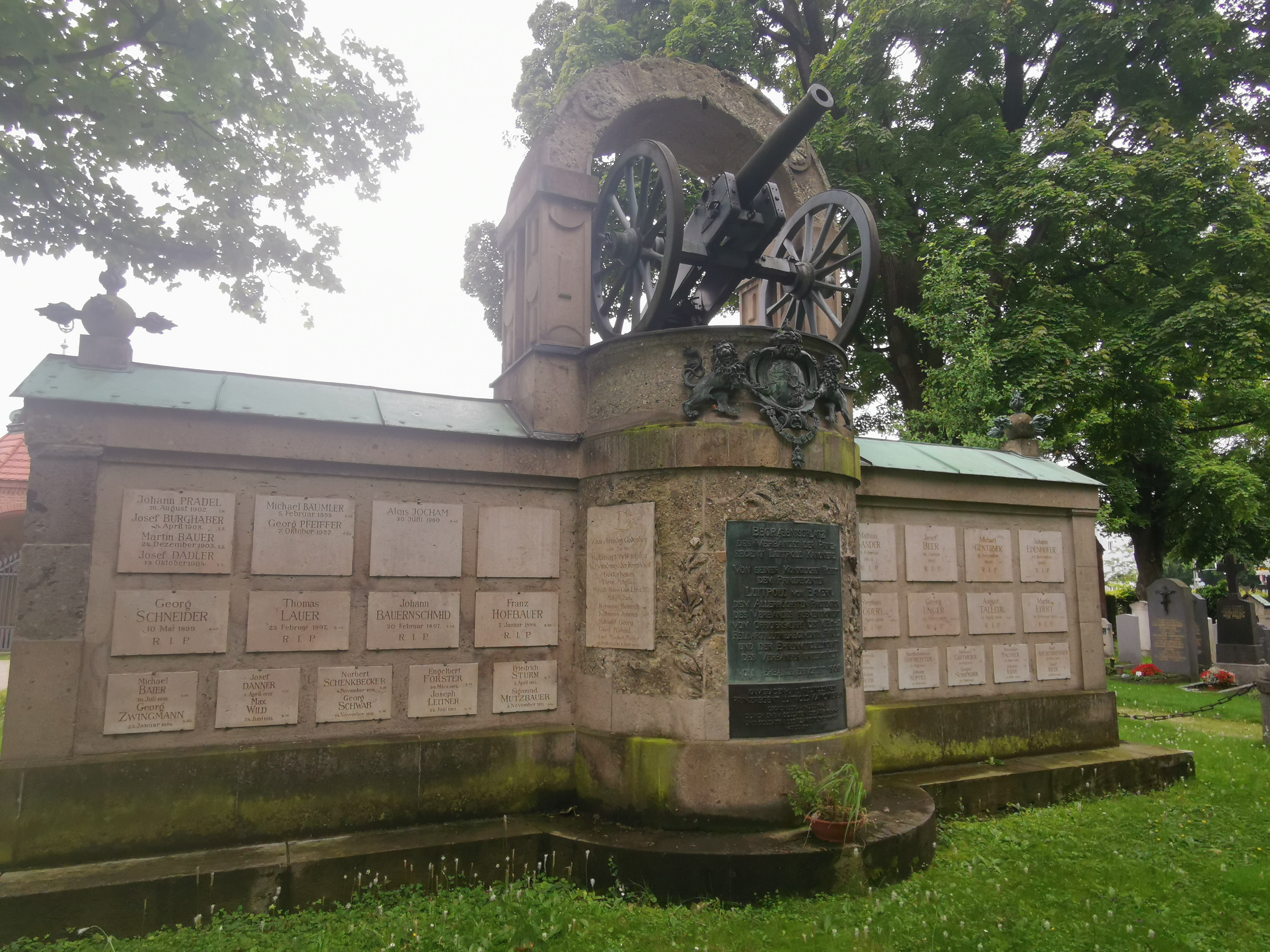
BEGRAEBNISSPLATZ DES VERBANDES DER PRINZ REGENT LUITPOLD KANONIERE München Nordfriedhof

| Dienstgrad            | Name                               | Datum                                  |
| --------------------- | ---------------------------------- | -------------------------------------- |
|                       | Karl von Zoller                    | 11. Oktober 1824 bis 20. Mai 1829      |
|                       | Ignaz Göschl                       | 21. Mai 1828 bis 29. August 1837       |
|                       | Philipp Ernst Wagner               | 29. August 1837 bis 24. Dezember 1841  |
|                       | Nikolaus von Rudersheim            | 25. Dezember 1841 bis 30. Oktober 1845 |
|                       | Johann Deyrer                      | 31. Oktober 1845 bis 3. Mai 1848       |
|                       | Karl von Berchem                   | 04. Mai 1848 bis 26. Februar 1850      |
|                       | Friedrich Schnizlein               | 27. Februar 1850 bis 2. März 1855      |
|                       | Joseph Hütz                        | 03. März 1855 bis 8. Mai 1859          |
|                       | Wilhelm von Brück                  | 09. Mai 1859 bis 30. März 1866         |
|                       | Nepomuk Hiemer                     | 31. März bis 16. August 1866           |
|                       | Rudolph von der Tann-Rathsamhausen | 17. August 1866 bis 31. Januar 1870    |
|                       | Korbinian Halder                   | 01. Februar 1870 bis 27. Februar 1874  |
| Oberstleutnant/Oberst | Josef Keller von Schleitheim       | 28. Februar 1874 bis 12. August 1879   |
|                       | Theodor Kriebel                    | 13. August 1879 bis 1. März 1881       |
| Oberst                | Viktor Gramich                     | 02. März 1881 bis 11. September 1883   |
|                       | August du Jarrys von La Roche      | 12. September 1883 bis 10. Januar 1887 |
|                       | Maximilian von Schuh               | 11. Januar 1887 bis 7. März 1889       |
|                       | Maximilian von Lutz                | 08. März bis 11. Dezember 1889         |
|                       | Theodor von Bomhard                | 12. Dezember 1889 bis 11. Juni 1893    |
| Oberst                | Eugen von Keller                   | 12. Juni 1893 bis 28. März 1895        |
| Oberst                | Albert Rutz                        | 29. März 1895 bis 24. Dezember 1897    |
|                       | Maximilian Zerreiß                 | 25. Dezember 1897 bis 11. Mai 1898     |
| Oberstleutnant/Oberst | Karl von Endres                    | 12. Mai 1898 bis 21. Februar 1900      |
| Oberst                | Johann Streck                      | 22. März 1900 bis 30. September 1901   |
| Oberst                | Luitpold von Horn                  | 01. Oktober 1901 bis 8. März 1903      |
| Oberst                | Edwin von Rauscher auf Weeg        | 09. März 1903 bis 8. April 1905        |
| Oberstleutnant/Oberst | August Damboer                     | 09. April 1905 bis 19. Juli 1906       |
| Oberst                | Otto von Gyßling                   | 20. Juli 1906 bis 22. April 1911       |
| Oberstleutnant/Oberst | Arnold Müller                      | 23. April 1911 bis 24. September 1914  |
| Oberstleutnant        | Franz von Bomhard                  | 25. September 1914 bis 11. Juli 1917   |
| Oberstleutnant        | Rudolf von Xylander                | 12. Juli 1917 bis 17. März 1918        |
| Oberstleutnant        | Eugen Peringer                     | 18. März bis 20. Dezember 1918         |
| Oberst                | Karl Haushofer                     | 21. Dezember 1918 bis 6. Januar 1919   |
| Oberstleutnant        | Franz von Bomhard                  | 07. Januar bis 3. Februar 1919         |

## Regimentsmärsche
Präsentiermarsch: Parademarsch der Königl. Bayer. Grenadier Garde (AM I, 103) von Wilhelm Legrand. Parademarsch im Schritt: Parademarsch Nr. 1 (AM III, 51) von Julius Möllendorf. Parademarsch im Trab: Trabmarsch nach Motiven des Balletts Giselle von Adolphe Charles Adam (AM III, 33) von Albert Lorenz. Parademarsch im Galopp: Leicht zu Fuß (Light Of Foot) von Carl Latann.